# André Jacques
Cet article concerne l'écrivain québécois. Pour le graveur français, voir André Jacques (graveur).
Pour les articles homonymes, voir Jacques.
 (février 2013).
Si vous disposez d'ouvrages ou d'articles de référence ou si vous connaissez des sites web de qualité traitant du thème abordé ici, merci de compléter l'article en donnant les références utiles à sa vérifiabilité et en les liant à la section « Notes et références ».
André Jacques, né le 24 décembre 1947 à Beaulac-Garthby, est un écrivain québécois, auteur de romans policiers.

## Biographie
André Jacques suit son cours classique au Séminaire de Sherbrooke (1959-1967) avant d’entreprendre des études en Lettres Modernes à l’Université Laval (1967-1970). Il poursuit ses études au niveau de la maîtrise à l’Université d'Aix-Marseille (1970-1971), puis amorce sa scolarité de doctorat à l’Université de Paris VIII (1974-1975).
De 1971 à 2003 (sauf pour l’année scolaire 1974-1975), il est professeur au Cégep de Thetford. Il y dispense des cours de linguistique, de littérature, de cinéma et d’histoire de l’art. En plus de sa tâche d’enseignant, il assume pendant plusieurs années les fonctions de coordonnateur du département de Français, puis du programme Arts et Lettres.
En 2010, il donne deux cours de 20 heures intitulés «L’Univers du polar» et «L’Écriture du polar» à l’UTA de l’Université de Sherbrooke.

## Œuvre

### Romans
- Les Lions rampants, Montréal, éd. Québec Amérique, coll. «Tous continents», 2000, 362 pages.
- La Commanderie, Montréal, éd. Québec Amérique, coll. «Tous continents», 2004, 422 pages.
- La Tendresse du serpent, Montréal, éd. Québec Amérique, coll. «Tous continents», 2008, 499 pages.
  - Ces trois romans ont été réédités chez Québec Amérique en 2009 dans la collection «Compact».
- De pierres et de sang, Montréal, éd. Druide, coll. «Reliefs», 2012, 466 pages[1],[2].
  - Ce roman est réédité en France aux éditions Le Mot et le Reste en 2021.
- La Bataille de Pavie, Montréal, éd. Druide, coll. «Reliefs», 2015, 440 pages.
- Ces femmes aux yeux cernés, éd. Druide, coll. «Reliefs», 2018, 393 pages.
- Les Gouffres du Karst, éd. Druide, coll. «Reliefs», 2021, 428 pages.

### Nouvelles
- «Fontecreuze», nouvelle parue dans la revue XYZ, no 72, hiver 2002, p. 19-23.
- «Le Degré zéro de séparation», nouvelle parue dans la revue Alibis, no 12, automne 2004, p. 27-36.
- «La Dernière Danse», nouvelle parue dans la revue Alibis, no 16, automne 2005, p. 59-78.
- «Jamais plus», nouvelle parue dans la revue Alibis, no 20, automne 2006, p. 7-14.
- «Le Traducteur», nouvelle parue dans la revue Alibis, no 23, été 2007, p. 7-16.
- «L’Incidence des reflets», nouvelle parue dans la revue XYZ, no 98, été 2009, p. 44-51.
- «Le Nécrologiste», nouvelle parue dans la revue Alibis, no 44, automne 2012, p. 63-80.
- «God, gold & guns»,nouvelle parue dans la revue Alibis, no 49, hiver 2013, p. 21-38.
- «Perinde ac cadaver», nouvelle parue dans le recueil collectif Crimes à la librairie, Montréal, éd. Druide, coll. «Reliefs», 2014, p. 149-163.
- «La Ruée vers l'or», nouvelle parue dans la revue Alibis, no 60, automne 2016, p. 41-52.

### Articles
- «Le Polar québécois à Paris ou Les désolantes déambulations d’un auteur québécois dans la Ville-Lumière», in Alibis, no 24, automne 2007, p. 102-105.
- «Salon du Polar 2007 de Montigny-les-Cormeilles», in Alibis, no 26, printemps 2008, p. 103-108.
- «Le crime s’expose» (sur la fascination pour le crime dans les arts visuels), in Alibis, no 36, automne 2010, p. 111-125.
- «L’année 2012 du polar québécois», in Alibis, no 45, hiver 2013, p. 81-94.
- «L'année 2013 du polar québécois», in Alibis, no 49, hiver 2014, p. 83-98.
- «Les Incontournables du polar québécois», in Collections (revue de l'ANEL), vol. 1, no 4, juin 2014,p. 9-20.
- Entre 2005 et 2016, André Jacques a aussi publié plus d’une centaine de critiques et de recensions de romans policiers dans la revue Alibis.

## Prix et nominations
- 2000 : le roman Les Lions rampants est finaliste au prix Alfred-DesRochers au Salon du livre de L’Estrie.
- 2004 : le roman La Commanderie est finaliste au Prix Saint-Pacôme du roman policier qui récompense chaque année le meilleur roman policier québécois. Il est aussi présenté comme l’un des «dix incontournables du polar québécois» par le critique Norbert Spehner du journal  La Presse.
- 2007 : la nouvelle «Le Traducteur» est lauréate du prix Alibis de la nouvelle policière.
- En décembre 2007 et décembre 2008, l’auteur participe comme invité aux 10e et 11e éditions du Salon du Polar de Montigny-les-Cormeilles en banlieue parisienne.
- 2008 : le roman La Tendresse du serpent est lauréat du prix Alfred-DesRochers au Salon du livre de l’Estrie. Il est aussi finaliste au prix Saint-Pacôme et au prix Arthur-Ellis de la Canadian Crime Writers dans catégorie «meilleur roman policier canadien de langue française».
- 2012: Le roman De pierres et de sang est finaliste au prix Arthur-Ellis et au prix de Saint-Pacôme.
- 2016 : La bataille de Pavie, publié aux Éditions Druide remporte le Prix Saint-Pacôme du roman policier couronnant le meilleur roman policier québécois de l'année. Il est aussi finaliste au prix Arthur-Ellis[3].
- 2019: Le roman Ces femmes aux yeux cernés remporte le Prix Saint-Pacôme du roman policier couronnant le meilleur roman policier québécois[4].
- 2019 : Finaliste au Prix Arthur-Ellis
- 2021: Le roman De pierres et de sang (réédité en France) est retenu pour le prix de la revue Elle (France) dans la section polar.